# NGT Rio de Janeiro
NGT Rio de Janeiro é uma emissora de televisão brasileira sediada no Rio de Janeiro, capital do estado homônimo. Opera no canal 12 (45 UHF) e é uma emissora própria e co-geradora da NGT juntamente com a NGT São Paulo. Foi inaugurada no dia 8 de outubro de 2003. A emissora já retransmitiu parte da programação da TV Cultura durante alguns meses em 2007. Se difere das outras emissoras cariocas por ter uma programação própria para a cidade, já que as outras (como a Band Rio) transmitem programas de outras produtoras.
Em 14 de junho de 2017, a Igreja Apostólica Plenitude do Trono de Deus do Apóstolo Agenor Duque arrendou a faixa das 19h às 12h30, de segunda a sexta. Os valores não foram divulgados. Com a entrada da igreja, alguns programas saíram da programação e o NGT Kids apresentado pelo Leleko passou a ser exibido às 13h30. O programa Temperando o Papo com apresentação de Hariane Fonseca passou a ser exibido em novo horário às 14h30.
Aos sábados, a programação da Igreja Plenitude termina às 14h e a emissora depois disso exibe normalmente seus tradicionais programas próprios e independentes como musicais e variedades. Atrações conhecidas como Festa Popular com Nerivan Silva, Na Levada do Samba, Barlada com Tatti Alencar, Celeste Maria Recebe e outros programas, terminando no começo da madrugada. Outros religiosos são exibidos já faz algum tempo também na emissora como Mudança de Vida Hoje.
Em julho de 2017 a NGT Rio estréia o infantil "Programa Show Marques" das 15h00 as 16h30 de segunda a sexta, substituindo o programa infantil NGT KIDS no Rio e grande Rio de Janeiro. Apresentado por Rodrigo Marques, O programa resgata os formatos dos infantis dos anos 80 e 90. Em Maio de 2018 a atração vai ao ar em São Paulo e é transmitido para todo o Brasil de Segunda a Sábado das 8:30 as 9:30 e também pelas parabólicas digitais StarOne C3. 
Em 17 de abril de 2018, o canal deixou de retransmitir a TV Plenitude, encerrando o arrendamento para Igreja Plenitude. Com a saída da Igreja Plenitude a emissora refez sua programação nacional a partir de 04 de junho de 2018, alterando a programação infantil onde o Programa passou a ser exibido de 8:30 as 9:30 e o NGT Kids de 10:00 as 11:00, ambos de segunda a sábado com transmissão nacional.

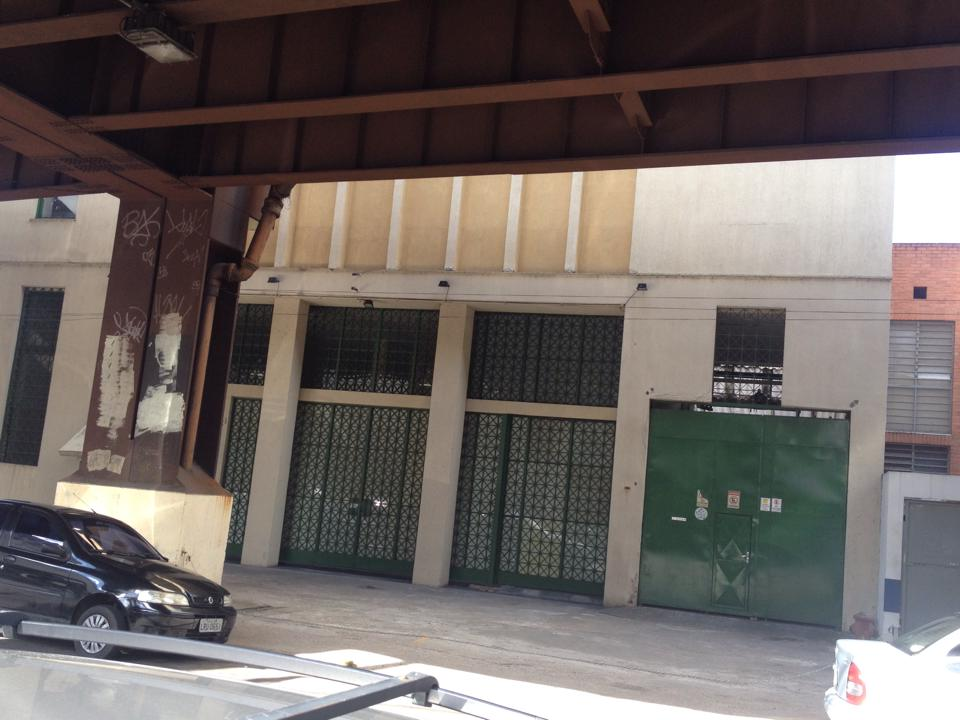
Sede da emissora, no bairro de São Cristóvão.

## Sinal digital
| Canal virtual | Canal digital | Proporção de tela | Programação                                       |
| ------------- | ------------- | ----------------- | ------------------------------------------------- |
| 12.1          | 45 UHF        | 1080i             | Programação principal da NGT Rio de Janeiro / NGT |

Transição para o sinal digital
Com base no decreto federal de transição das emissoras de TV brasileiras do sinal analógico para o digital, a NGT Rio de Janeiro, bem como as outras emissoras da cidade do Rio de Janeiro, cessou suas transmissões pelo canal 26 UHF em 22 de novembro de 2017, seguindo o cronograma oficial da ANATEL.